# 伊根町
伊根町（日语：／ Ine chō */?）是位於京都府北部的丹後半島東北部的行政區劃。產業以漁業及旅遊業為主，轄內的筒川、本庄濱地區傳說是浦島太郎故事的發生地，而新井地區傳說是中國秦代方士徐福來到日本的登陸地。

## 人口
| 伊根町人口分布圖 |                                               |  |
| 伊根町與日本全國年齡別人口分布比較圖 （2005年資料） | 伊根町的年齡、男女別人口分布圖 （2005年資料） |  |
| ■紫色是伊根町 ■綠色是全国 | ■藍色是男性 ■紅色是女性                       |  |
| 伊根町人口變化 \| 1970年 \| 4,779人 \| \| \| 1975年 \| 4,283人 \| \| \| 1980年 \| 4,021人 \| \| \| 1985年 \| 3,792人 \| \| \| 1990年 \| 3,586人 \| \| \| 1995年 \| 3,361人 \| \| \| 2000年 \| 3,112人 \| \| \| 2005年 \| 2,718人 \| \| \| 2010年 \| 2,410人 \| \| \| 2015年 \| 2,110人 \| \| \| 2020年 \| 1,928人 \| \| |                                               |  |
| 資料來源：日本總務省統計中心提供之人口普查數據 |                                               |  |
| 1970年 | 4,779人                                       |  |
| 1975年 | 4,283人                                       |  |
| 1980年 | 4,021人                                       |  |
| 1985年 | 3,792人                                       |  |
| 1990年 | 3,586人                                       |  |
| 1995年 | 3,361人                                       |  |
| 2000年 | 3,112人                                       |  |
| 2005年 | 2,718人                                       |  |
| 2010年 | 2,410人                                       |  |
| 2015年 | 2,110人                                       |  |
| 2020年 | 1,928人                                       |  |

## 歷史
在令制國時代屬於丹後國與謝郡，現在的伊根町範圍在江戶時代時，分別屬於宮津藩領地或幕府直屬領；明治維新後，幕府直轄領先後改隸屬府中裁判所、久美濱縣，宮津藩領地在1871年廢藩置縣後改隸屬宮津縣，同年年底的第一次府縣整併中，全部區域皆被劃入豐岡縣，直到1876年的第二次府縣整併中被改劃入京都府。
1889年實施町村制，現在的伊根町範圍在當時分屬伊根村、朝妻村、本村、筒川村四個行政區劃，在昭和大合併期間，這四個行政區劃於1954年11月3日合併為現在的伊根町。

### 變遷表
| 1889年4月1日 | 1889年 - 1926年 | 1926年 - 1944年 | 1945年 - 1954年      | 1955年 - 1988年      | 1989年 - 现在        | 现在                 |
| ------------ | --------------- | --------------- | -------------------- | -------------------- | -------------------- | -------------------- |
| 伊根村       | 伊根村          | 伊根村          | 1954年11月3日 伊根町 | 1954年11月3日 伊根町 | 1954年11月3日 伊根町 | 1954年11月3日 伊根町 |
| 朝妻村       |                 |                 | 1954年11月3日 伊根町 | 1954年11月3日 伊根町 | 1954年11月3日 伊根町 | 1954年11月3日 伊根町 |
| 本村         |                 |                 | 1954年11月3日 伊根町 | 1954年11月3日 伊根町 | 1954年11月3日 伊根町 | 1954年11月3日 伊根町 |
| 筒川村       |                 |                 | 1954年11月3日 伊根町 | 1954年11月3日 伊根町 | 1954年11月3日 伊根町 | 1954年11月3日 伊根町 |

## 交通
轄內無航空或鐵路交通，因此通常需仰賴丹後海陸交通的巴士至天橋立車站轉乘京都丹後鐵道的列車。

## 觀光
伊根的舟屋為本地特有的傳統建築，舟屋是一種自江戶時代中期起出現的房屋；當地居民沿著海岸築起兩層高的建築物，一樓作為停泊船隻及船隻作業使用；二樓則為漁民住所，此區域已在2005年被列入日本重要傳統的建造物群保存地區。

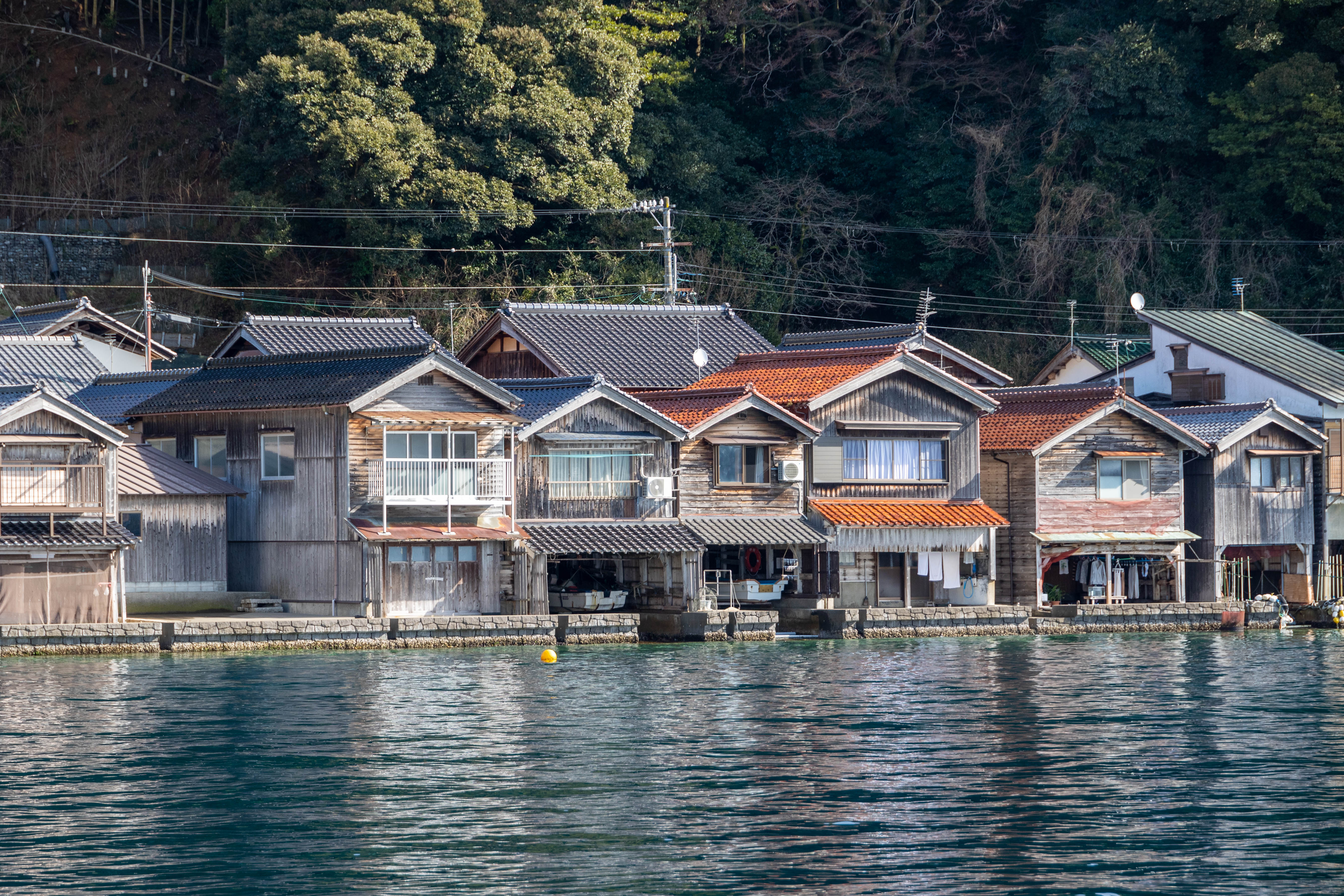
伊根舟屋

新井地區傳說是中國秦代方士徐福來到日本的登陸地，該地的新井崎神社便是紀念徐福而所建成的。

## 外部連結
- （日語）伊根町公所的Facebook專頁
- （日語） 伊根町觀光協會 （页面存档备份，存于）
  - （繁體中文） 伊根町觀光協會 （页面存档备份，存于）
  - （简体中文） 伊根町觀光協會